# Eryngium triquetrum
Eryngium triquetrum är en flockblommig växtart som beskrevs av Vahl. Eryngium triquetrum ingår i släktet martornar, och familjen flockblommiga växter. Inga underarter finns listade i Catalogue of Life.